# Kền kền mỏ nhỏ
Kền kền mỏ nhỏ (danh pháp khoa học: Gyps tenuirostris) là một loài chim trong họ Accipitridae. Kền kền mỏ nhỏ chỉ được tìm thấy ở phía nam sông Hằng và sinh sản trên những vách đá trong khi con kền kền nhỏ được tìm thấy dọc theo các vùng cận Himalaya và vào Đông Nam Á và tổ trong cây.

## Miêu tả
Với chiều dài từ 80 đến 95 cm (từ 31 đến 37 inch), loài kền kền cỡ trung bình này có cùng kích thước với các loài chị em của nó, loài kền kền Ấn Độ. Loài kền kền này chủ yếu là màu xám với một vệt nhạt và màu xám. Đùi có màu trắng. Cổ dài, trần, gầy và đen. Bộ lông nhìn chung có màu nâu nhạt hơn nhiều so với Kền kền ben gan (nhất là lông bao cánh), nhưng đầu và cổ tối màu hơn, lúc bay lông bao dưới cánh có màu tương tự như ở thân, không có màu trắng giống như ở Kền kền Begnal trưởng thành. 

## Phân bố và môi trường sống
Loài kền kền nhỏ nhỏ này được tìm thấy ở Ấn Độ từ vùng đồng bằng Sông Hằng ở phía bắc, phía tây tới Himachal Pradesh, phía nam có khả năng xa đến tận miền bắc Odisha, và phía đông qua Assam. Loài kền kền này cũng được tìm thấy ở phía bắc và miền trung Bangladesh, miền nam Nepal, Myanmar và Campuchia. 
Đây là loài sống định cư, hiếm, di chuyển trong phạm vi hẹp. Làm tổ từ tháng 10 - 3 năm sau, tổ làm trong hốc đá hay trên cây, đẻ 01 trứng, có màu trắng và các vệt nâu đỏ nhạt (79). Tại một số nước người ta đã gặp chúng làm tổ theo tập đoàn nhỏ, trên cây, ở độ cao tới 7 - 14m so với mặt đất, ăn xác chết gia súc lớn, hoặc hươu nai và lợn rừng chết do bị hỗ tấn công.

## Hình ảnh

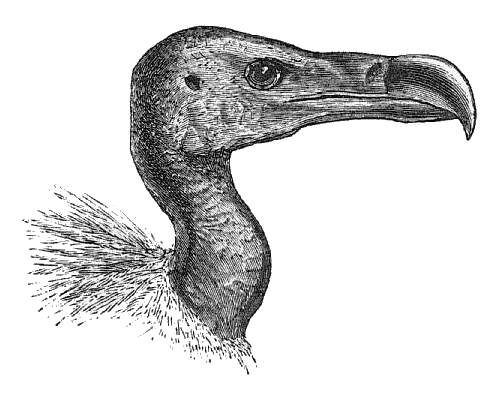
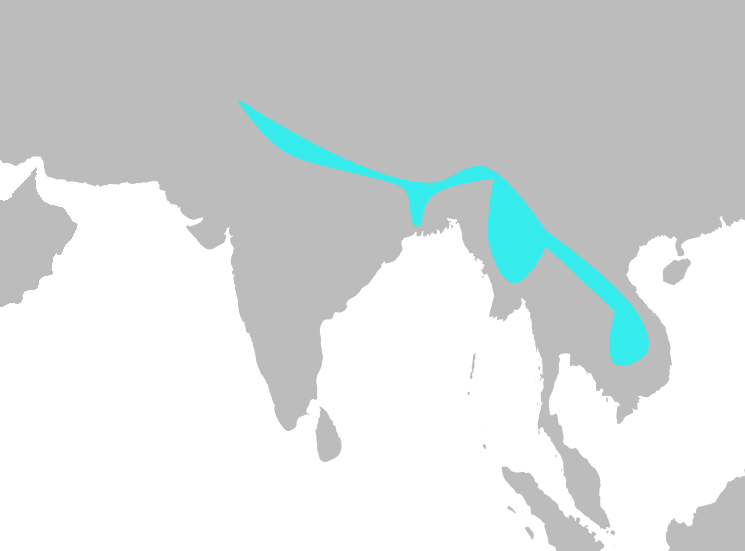